# Rue de la Belle-au-Bois-Dormant
Pour les articles homonymes, voir La Belle au bois dormant (homonymie).
La rue de la Belle-au-Bois-Dormant est une rue située à Molenbeek-Saint-Jean qui débouche sur le boulevard Louis Mettewie.